# PGC 14804
LEDA/PGC 14804 ist eine Spiralgalaxie vom Hubble-Typ Sdm im Sternbild Stier auf der Ekliptik. Sie ist schätzungsweise 142 Millionen Lichtjahre von der Milchstraße entfernt und bildet vermutlich gemeinsam mit PGC 14803 ein gravitativ gebundenes Galaxienpaar.

Im selben Himmelsareal befinden sich die Galaxien IC 363, IC 364, IC 366.